# 台湾地区居民
在中华人民共和国法律体系、政府公文中，台湾地区居民（簡稱台湾居民）指居住在台灣地區（中華民國政府實際控制区域）的中國公民（中華民國國民）。其法律地位與管理方式與香港居民及澳門居民相近，故三者合稱為「港澳台居民」或「港澳台地区居民」。
1949年中華人民共和國成立後，根據其一個中國原則，主張中華人民共和國為中國唯一合法代表，將台灣列為中華人民共和國領土，在法理上認定台灣居民為中國公民（中華人民共和國公民），中華民國自1949年起已經消滅，拒絕承認中華民國與中華民國國民的存在。中华人民共和国政治习惯中，跟中共建政後的中華民國相關詞語为禁用词，使用“台灣同胞”、“台籍人士”等詞語称呼，1991年中华人民共和国法律首次使用“台湾居民”一詞，其后在很多涉及台灣的规范性文件中沿用。该词汇的使用情况，与“台灣同胞”、“台籍人士”类似，但不完全相同:42，其概念与實際控制台灣地區的中華民國政府定义的，有臺灣地區户籍的中華民國國民有重叠。

## 法律背景
1949年中华人民共和国成立，中華民國政府撤退至台灣，台灣海峽兩岸事實分治的局面形成。中華人民共和國政府持一個中國原則，主張中華民國自1949年起已經消滅，臺灣地區主權屬於中國，是中華人民共和國領土，寫入《中华人民共和国宪法》。故法理上，居住在臺灣地區的中國公民（中華民國國民）具有中國國籍（中華人民共和國國籍），為中華人民共和國公民，適用中華人民共和國國籍法，但在實務上則需要特別的處理。中華人民共和國政府根據中華民國政府頒發的法律文書，如中華民國護照、中華民國身份證、戶籍謄本等，來作為台灣居民的資格認定。

## 使用
台灣居民進入中國大陸，需持有臺灣居民來往大陸通行證（俗稱「台胞證」）。拥有外国国籍的台湾居民则“应使用外国护照办理中国签证”。在中國大陆地區長住，可取得港澳臺居民居住證。
1991年制定的《中国公民往来台湾地区管理办法》中，台湾居民被定義為「居住在台湾地区的中国公民」。中华人民共和国研究者季烨指出，这是“首次以‘台湾居民’的概念取代‘台湾同胞’”，“这一概念此后被大量涉台规范性文件沿用”。该研究者认为使用“台湾居民”一词有两重内涵：一是，“确认（绝大多数）台灣居民同样是中国公民，具有中国国籍”；二是，首次建立管制标准，即以“居住地”标准区分两岸人民，满足人员往来进行法律管制的需要；而实践中居住地的认定与户籍挂钩，台湾居民实际上便是指在台湾地区设立户籍的中国公民:42。
1998年發佈的《大陆居民与台湾居民婚姻登记管理暂行办法》中，「台灣居民」指「居住在中国台湾地区的中国公民」。
2015年制定的《台湾居民来往大陆通行证签发管理工作规范》中，「台灣居民」指「具有台湾地区户籍，且不具有大陆户籍的中国公民」。对于没有台湾地区户籍者，即臺灣地區無戶籍國民，是否视同一般“台湾居民”，实际处理不一。福建省公安厅相关服务指南，所称台湾居民可能不涉及臺灣地區無戶籍國民。国家移民管理局政务服务平台相关服务指南，“父母双方为台湾居民，本人在大陆出生，已取得台湾地区入台许可的”，即中華民國方面定义的“臺灣地區無戶籍國民”，可与台湾居民同样申请台胞证。
2018年制定的《港澳台居民居住证申领发放办法》中，「台灣居民」指「在台湾地区定居且不具有大陆户籍的中国公民」。
1990年代，香港、澳門回歸后亦遵循中央政府的一个中国政策。香港入境事务处网站使用「台湾居民」一词，或称「台湾华籍居民」。